# Buckypapier

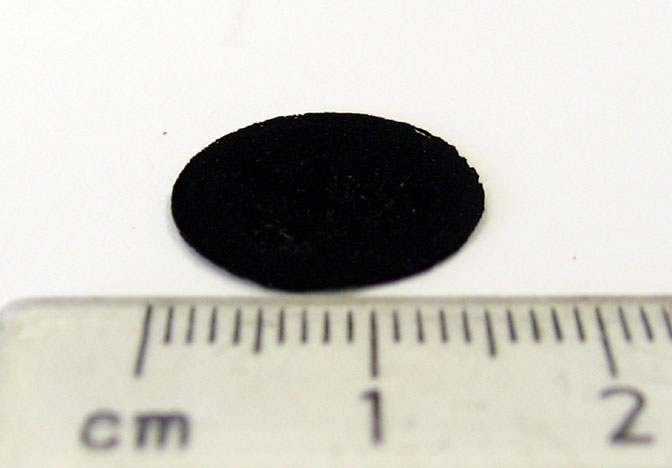
Mit Hilfe von Frit-Kompression hergestelltes Buckypapier. Als Grundmaterial wurden mehrwandige Kohlenstoffnanoröhren eingesetzt

Buckypapier besteht aus einer aggregierten Form von Kohlenstoffnanoröhren. Der Durchmesser der zur Herstellung benötigten Nanoröhren beträgt circa 1/50000 des Durchmessers eines menschlichen Haares. Ursprünglich wurde Buckypapier hergestellt, um den Umgang mit Nanoröhren zu verbessern. 2008 wurde herausgefunden, dass diese Aggregate theoretisch ebenfalls als Baumaterial für Luftfahrzeuge, Körperpanzer und Elektronikartikel verwendet werden können.

## Hintergrund
Buckypapier ist ein makroskopischer Aggregatzustand der Kohlenstoffnanoröhren. Die Idee zur Herstellung von Buckypapier kam dem Forscher Harold Kroto und Forschern der Rice University, als sie versuchten, die Bedingungen herzustellen, die im Inneren eines Sternes herrschen, wenn elementarer Kohlenstoff entsteht. Seinen Namen verdankt es den Fullerenen, genauer gesagt dem C60 Fulleren (einem Allotroph des Kohlenstoffs mit ähnlichen Bindungen, der zu Ehren von R. Buckminster Fuller als „Buckyball“ bezeichnet wird). Richard Smalley, Sir Harold Kroto und Robert Curl teilten sich 1996 den Nobelpreis für Chemie dank der Entdeckung der Fullerene. Ihre Entdeckungen im Bereich der Kohlenstoffnanoröhren revolutionierten das Gebiet der Chemie und der Materialwissenschaften.

## Synthese
Die generell akzeptierte Methode, solche dünnen Filme von Kohlenstoffnanoröhren herzustellen, beinhaltet den Einsatz verschiedener Tenside, wie zum Beispiel Octoxinol-9, und Natriumlaurylsulfat, welches die Dispersion in flüssiger Lösung verbessert. Diese Suspensionen können daraufhin unter positivem oder negativem Druck membrangefiltert werden um einheitliche Flächen zu erhalten. Die Wechselwirkungen der Van-der-Waals-Kräfte der Oberfläche mit dem Tensid können sehr stark sein. Deshalb kann man nicht mit Sicherheit sagen, ob das Tensid bei der Umformung vollkommen entfernt wird. Eine effektive Lösung für dieses Problem stellt das Waschen der Probe mit Methanol dar, jedoch wird durch das Methanol die Oberfläche des Buckypapiers rau und spröde. Es wurde ebenfalls herausgefunden, dass Octoxinol-9 schon bei relativ geringer Konzentration in der Luft entflammbar ist.

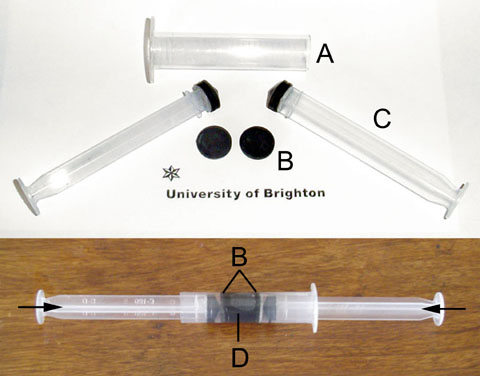
Apparatur für Frit-Kompression

Um die durch Tenside hervorgerufenen Probleme zu vermeiden, fand man einen anderen Syntheseweg. Dieser beinhaltet eine Frit-Kompression, welche ohne Tenside oder Oberflächenveränderungen auskommt. Die Dimensionen können durch die Anzahl und Masse der eingesetzten Kohlenstoffnanoröhren bestimmt werden. Jedoch sind die Produkte dieses Synthesewegs um einiges dicker als diejenigen, die unter Einfluss von Tensiden synthetisiert wurden. Es wurden bereits Dicken von 120 μm bis 650 μm hergestellt. Obwohl kein Nomenklatursystem für unterschiedliche Dicken von Stoffen besteht, werden Proben, deren Dicke 500 μm überschreitet, als Buckydisc bezeichnet. Befindet sich die Dicke jenseits von 5 mm, spricht man von einer Buckyzeile. Die Frit-Kompression erlaubt eine schnelle Produktion von Buckypapier, Buckydiscs und Buckyzeilen und erlaubt die Kontrolle über die zweidimensionale und dreidimensionale Geometrie.
Die Synthese von aneinandergereihten mehrwandigen Kohlenstoffnanoröhren wird auch während der Kohlenstoffnanoröhrensynthese über den Dominoeffekt eingesetzt. Bei diesem Vorgang werden „Wälder“ von mehrwandigen Kohlenstoffnanoröhren in eine Richtung flachgedrückt, indem ihre vertikale Ausrichtung in die horizontale Ebene komprimiert wird. Dies führt zu hochreinem Buckypapier, welches keine weitere Veredelung benötigt. Wenn zum Vergleich Buckypapier aus unter einer Tonne Druck zusammengepressten mehrwandigen Kohlenstoffnanoröhren hergestellt wurde, führte jede Zugabe von Lösungsmitteln zu einem sofortigen Anschwellen des Films, bis er sich wieder in seine einzelnen Moleküle aufspaltete. Es scheint, als wäre die Synthesemethode, bei der man Kohlenstoffnanoröhren einem hohen Druck aussetzt, nicht dazu geeignet, stabiles Buckypapier herzustellen.

## Eigenschaften
Bei einem Zehntel der Masse von Eisen ist Buckypapier trotzdem ca. 500-mal fester, wenn die einzelnen Blätter aufeinandergeschichtet werden, um Stapel zu bilden. Es leitet Wärme besser als Messing oder Stahl und kann eine elektrische Leitfähigkeit wie Kupfer oder auch wie Silicium besitzen.

## Anwendungsgebiete
Die folgende Liste zeigt bisher erforschte theoretische Einsatzgebiete für das Buckypapier:
- Wenn es einer elektrischen Ladung ausgesetzt wird, könnte Buckypapier dazu benutzt werden, Computer- und Fernsehbildschirme zu beleuchten. Es wäre energieeffizienter, leichter und könnte zu einer konstanteren Beleuchtungsstärke beitragen als die früher eingesetzten Kathodenstrahlröhren und die in aktuellen Flüssigkristallbildschirmen angewandte Technologie.
- Da Kohlenstoffnanoröhren die größte Wärmeleitfähigkeit besitzen, könnte das Buckypapier dazu beitragen Wärmeleitpasten zu entwickeln, die es Computern und anderen elektronischen Geräten erlaubt, die Hitze besser abzuleiten als es bis jetzt möglich ist. Dies wiederum könnte zu größeren Fortschritten im Bereich der elektronischen Miniaturisierung führen.
- Da Kohlenstoffnanoröhren eine ungewöhnlich hohe elektrische Leitfähigkeit besitzen, könnte ein Film aus Buckypapier an der Außenhülle eines Flugzeuges angebracht werden. Wenn es dann von einem Blitz getroffen wird, würde dieser, ohne Schaden zu verursachen, um das Flugzeug herumgeleitet werden.
- Diese Filme könnten ebenso elektronische Schaltkreise und Geräte in Flugzeugen vor elektromagnetischen Interferenzen schützen, die die Ausrüstung beschädigen könnten. Auch können solche Filme dabei helfen, die elektromagnetischen Signaturen militärischer Luftfahrzeuge abzuschirmen, welche per Radar entdeckbar sind.
- Buckypapier könnte auch als Filter dienen, um Mikropartikel in Luft oder Flüssigkeiten einzuschließen. Da die enthaltenen Nanoröhren nicht löslich sind und mit einem breiten Spektrum von funktionellen Gruppen ausgestattet werden können, können sie gezielt Bestandteile entfernen oder als Detektoren dienen.
- Wenn es in genügender Menge und zu einem ökonomisch vertretbaren Preis produziert werden kann, könnte Buckypapier als effektive Panzerung eingesetzt werden.
- Buckypapier kann auch dazu eingesetzt werden, biologisches Gewebe, wie zum Beispiel Nervenzellen, wachsen zu lassen. Dazu kann es unter Strom gesetzt werden, um so das Wachstum einer bestimmten Art von Zellen anzuregen.
- Die Poissonzahl des Buckypapiers kann kontrolliert eingestellt werden und führt somit zu einem auxetischen Verhalten, welches dazu benutzt werden kann, künstliche Muskeln zu produzieren.